# Syrphus brachypterus
Syrphus brachypterus är en tvåvingeart som först beskrevs av Franz Paula von Schrank 1780.  Syrphus brachypterus ingår i släktet solblomflugor, och familjen blomflugor.
Artens utbredningsområde är Tyskland. Inga underarter finns listade i Catalogue of Life.